# Hélice (mitología)
En la mitología griega Hélice (en griego Ἑλίκη, Helíke, esto es «sauce»), fue el nombre de varios personajes en diferentes versiones.

### Nodriza de Zeus
Hélice es una ninfa que fue nodriza de Zeus. Es referida por los poetas latinos y está asociada a dos catasterismos, la Osa Mayor y el Cochero. Aparece citada dos veces en la Astronomía poética: 

Primero dice que: 
«Cinosura también se contaba entre los Curetes que eran asistentes de Júpiter (Zeus). Algunos dicen que las ninfas Hélice y Cinosura eran nodrizas de Jove, y por gratitud fueron colocadas en los cielos, ambas llamadas Osas (Osa Mayor y Osa Menor). Nosotros la conocemos como el septentrión (Osa Mayor)». 
Y luego afirma que : 
«Sobre el hombro izquierdo se alza la Cabra, y en su mano izquierda parecen estar colocados los Cabritos. Cuentan esta historia sobre él: Un tal Óleno, hijo de Vulcano (Hefesto), tenía dos hijas, las ninfas Ege y Hélice, que fueron nodrizas de Jove. Otros han dicho que de ellas tomaron el nombre ciertas ciudades — Óleno en Áulide, Hélice en el Peloponeso y Egas en Hemonia, sobre las que Homero escribe en el segundo libro de la Ilíada». 
Diodoro Sículo, en cambio, dice que la Osa Mayor y la Osa Menor fueron, respectivamente Ida y Adrastea, por lo que Hélice e Ida pudieran ser el mismo personaje en diferentes versiones.

### Esposa de Enopión
Hélice, una de las ninfas del lugar, era la esposa del  legendario rey Enopión de la isla de Quíos y de ambos nació una muchacha, Aero:
«Aero, según cuenta la historia, era hija de Enopión y de la ninfa Hélice. Orión, el hijo de Hirieo, se enamoró de ella y pidió su mano a Enopión. Por ella Orión hizo habitable la isla donde vivían, que antes estaba repleta de bestias salvajes, y también, reuniendo muchas presas de caza para repartir con los lugareños, se las trajo al rey como la dote del regalo de bodas. Sin embargo Enopión aplazaba constantemente el momento de la boda, pues odiaba la idea de tener a un hombre así como yerno. Entonces Orión, demasiado ebrio, irrumpió en la habitación donde dormía la muchacha y, mientras estaba violentado a Aero, en ese momentó Enopión atacó a Orión y le arrancó los ojos usando un tizón».
En otra fuente a la hija de Enopión que fue forzada por Orión se llamaba Mérope. Se dice que hubo una vez en la que Enopión, procedente de Creta, arribó hasta las costas de Quíos, y con él vinieron sus hijos Talo, Evantes, Melas, Sálago y Atamante. Estos también pudieran ser hijos de Hélice aunque no se especifica en el texto.

### Esposa de Ion
Hélice era la hija de Selinunte y la esposa de Ión:
«En cuanto a sus hijos, Aqueo, tomando tropas auxiliares de Egíalo y de Atenas, regresó a Tesalia y recuperó el trono paterno, mientras que a Ión, cuando reunía un ejército contra los egialeos y su rey Selinunte, éste le envió mensajeros ofreciéndole por mujer a su única hija Hélice, adoptando al propio lón como hijo suyo y sucesor».
La muchacha también es la epónima de Hélice, ciudad más antigua de Acaya:
«Esto no era en modo alguno contrario al sentir de lón, y obtuvo el reino de los egialeos a la muerte de Selinunte, fundó en Egíalo una ciudad, Hélice, en honor de su mujer, y llamó a sus habitantes jonios por él». 

### Una de las Musas
Según un escolio Hélice es uno de los nombres alternativos que se le dan a una de las Musas.